# Castelmola
Castelmola est une commune italienne de la province de Messine, dans la région Sicile.

## Administration
| Période                                  | Période  | Identité        | Étiquette | Qualité                     |
| ---------------------------------------- | -------- | --------------- | --------- | --------------------------- |
| 15/05/2007                               | En cours | Antonia Cundari |           | Directrice d'administration |
| Les données manquantes sont à compléter. |          |                 |           |                             |

### Hameaux
- Acqualorto, Lumbia, Luppineria, Ogliastrello, Petralia, Trupiano

### Communes limitrophes
Gaggi, Letojanni, Mongiuffi Melia, Taormine